# Prey (videojuego de 2017)
Prey es un videojuego de disparos en primera persona desarrollado por Arkane Studios y publicado por Bethesda Softworks. Fue lanzado mundialmente el 5 de mayo de 2017, para Microsoft Windows, PlayStation 4 y Xbox One.

## Jugabilidad
Prey es un shooter en primera persona con elementos de juego de rol y narrativa fuerte. En Prey, el jugador controla a Morgan Yu mientras explora la estación espacial Talos I, en órbita alrededor de la Tierra y la Luna, en donde se investiga una raza alienígena llamada Tifón.
Cuando los Tifón escapan de su contención, el jugador deberá hacerles frente mediante el uso de un gran arsenal de armas y habilidades, varias de ellas obtenidas de dichos Tifón y evitar así ser asesinado mientras busca escapar de la estación espacial. El jugador se desplaza mediante un sistema de progresión al estilo de los Metroidvania, consiguiendo llaves y habilidades progresivamente que irán desbloqueando las diferentes áreas de la estación espacial en un estilo de juego de libre exploración. El jugador puede seleccionar ciertos atributos de Morgan y tomar decisiones que afectan los elementos de la historia del juego. Además, Arkane ha realizado Prey como una secuela espiritual de System Shock, proporcionándole al jugador múltiples formas de progresar en el juego. Prey no es un juego de mundo abierto, pero presenta una jugabilidad de nivel abierto similar a la de Dishonored de Arkane.

## Historia
En marzo de 2032, Morgan Yu es reclutado por su hermano Alex para unirse al equipo de investigación de TranStar en Talos I. Sin embargo, mientras toma una serie de pruebas antes de irse a la estación, uno de los médicos supervisores es atacado por un Tifón y Morgan es sedado con gas. Morgan se despierta nuevamente en su departamento, pero descubre rápidamente que se trata simplemente de un entorno simulado. Es 2035 y en realidad ya han estado viviendo en Talos I durante tres años. A Morgan lo contacta January, un operador e inteligencia artificial que dice haber sido creado por Morgan. January advierte a Morgan que los Tifón ha roto la contención y tomado la estación, matando a la mayoría de la tripulación. También le revela a Morgan que habían estado probando neuromods durante los últimos tres años, con Morgan continuamente agregándolos y eliminándolos. Sin embargo, un efecto secundario de eliminar un neuromod es que el usuario pierde todos los recuerdos adquiridos después de la instalación de ese neuromod, lo que explica la pérdida de memoria de Morgan. January luego afirma a Morgan que él lo construyó para ayudarlo a destruir a Talos I, llevándose a los Tifón y toda su investigación con él. Mientras tanto, Alex contacta a Morgan y les suplica que construyan un dispositivo especial que destruirá a los Tifón pero dejará la estación intacta, citando que su investigación es demasiado valiosa como para perderla.
Mientras Morgan se abre paso a través de la estación, se encuentran con otros sobrevivientes a los que pueden elegir ayudar o no. Alex luego le encarga a Morgan que explore el " Coral " Tifón que crece alrededor de la estación y descubre que el Tifón está construyendo una especie de red neuronal. Sin embargo, sus intentos de estudiar la red neuronal se interrumpen cuando la Junta de Directores de TranStar se entera de la infracción de contención y envía un equipo de limpieza para eliminar tanto a los Tifón como a cualquier tripulación de la estación que sobreviva. Después de que la tripulación de limpieza es eliminada, Alex analiza los datos y concluye que el Tifón está enviando una señal al espacio profundo para invocar algo. De repente, aparece un gigantesco Tifón (llamado Apex) que comienza a devorar a Talos I. A Morgan se le da la opción de activar la secuencia de autodestrucción de la estación o construir el dispositivo "Nullwave" para derrotar al Tifón.
Si Morgan elige activar el dispositivo Nullwave, todos los Typhon en Talos I se destruyen y la estación se deja intacta para permitir más investigación de neuromod. Si Morgan elige activar la autodestrucción, entonces toda la estación explota, destruyendo todo el Tifón con ella. Basado en las elecciones anteriores de Morgan, Morgan puede encontrar la forma de escapar de la estación o queda varado y muere en la explosión también.
En una escena de post-créditos, Morgan se despierta en un laboratorio y descubre que no es el verdadero Morgan, sino un Tifón capturado implantado con los recuerdos de Morgan en un esfuerzo por enseñarle emociones humanas y empatía. Se supone que el Morgan real está muerto y el Tifón ya se ha extendido por la Tierra. Alex y sus asistentes de Operador conocidos como Dayo Igwe , Mikhaila Ilyushin , Danielle Sho y Sarah Elazar luego juzgan a "Morgan" en función de las decisiones que tomó a lo largo del juego. Si Igwe declaró que "Morgan" no logró mostrar empatía humana, entonces Alex la destruye y comienza el experimento otra vez. Si Igwe afirma que "Morgan" mostró empatía humana, ya sea media o alta, Alex lo deja ir, con lo cual puede usar la última elección del juego, aceptar su oferta de convertirse en embajador de la especie, o matarlo y unirse al resto de su especie en el exterminio de la humanidad.

## Curiosidades
El videojuego Prey de Arkane Studios no tiene relación con el videojuego Prey de 2006 desarrollado por Human Head Studios, ya que se considera una reimaginación de la propiedad intelectual con una narrativa completamente nueva. La secuela oficial del juego de 2006 (Prey 2) que estaba siendo desarrollada por Human Head Studios fue cancelada en 2014 y su desarrollo pasó a manos de Arkane Studios tras su buen hacer en la saga Dishonored. 
La única similitud del juego de Arkane Studios con el anterior Prey es el nombre del juego y la situación de ser perseguido por alienígenas.